# 깁슨 플라잉 V
깁슨 플라잉 V(Gibson Flying V)는 깁슨이 1958년에 처음 출시한 전기 기타 모델이다. 플라잉 V는 같은 해에 출시된 익스플로러와 1982년까지는 출시되지 않았지만 1957년에 제작된 모더네와 흡사한 급진적인 "미래형" 차체 디자인을 선보였다. 초기의 기타는 "코리나"라는 상표명으로 깁슨에 의해 판매된 림바 나무의 독특한 목재를 사용했고, 이후 모델들은 더 전통적인 목재를 사용했다.
아마도 그 당시에 비해 너무 급진적이었을지도 모르지만, 플라잉 V 기타의 초기 구동은 성공적이지 못했고, 100대 미만의 제품들이 생산되고 판매되었다. 블루스 기타리스트 알버트 킹과 록 기타리스트 데이브 데이비스와 같은 몇몇 연주자들은 독특한 디자인에 끌렸고 그것이 생산을 떠난 지 몇 년이 지난 후에 모델이 대중화되도록 도왔다. 새로운 인기가 수요 증가로 이어지자 깁슨은 1963년에 초기 출시작에서 남은 부품으로 소수의 플라잉 V 기타를 생산했고 1967년에 정규 생산에 다시 들어갔고 그 이후로 수없이 재발매되었다. 1979년부터 1982년까지 완전히 새롭게 디자인된 플라잉 V2와 2007년부터 2008년까지의 특이한 리버스 플라잉 V를 포함한 많은 변형 모델들도 출시되었다.

## 초판

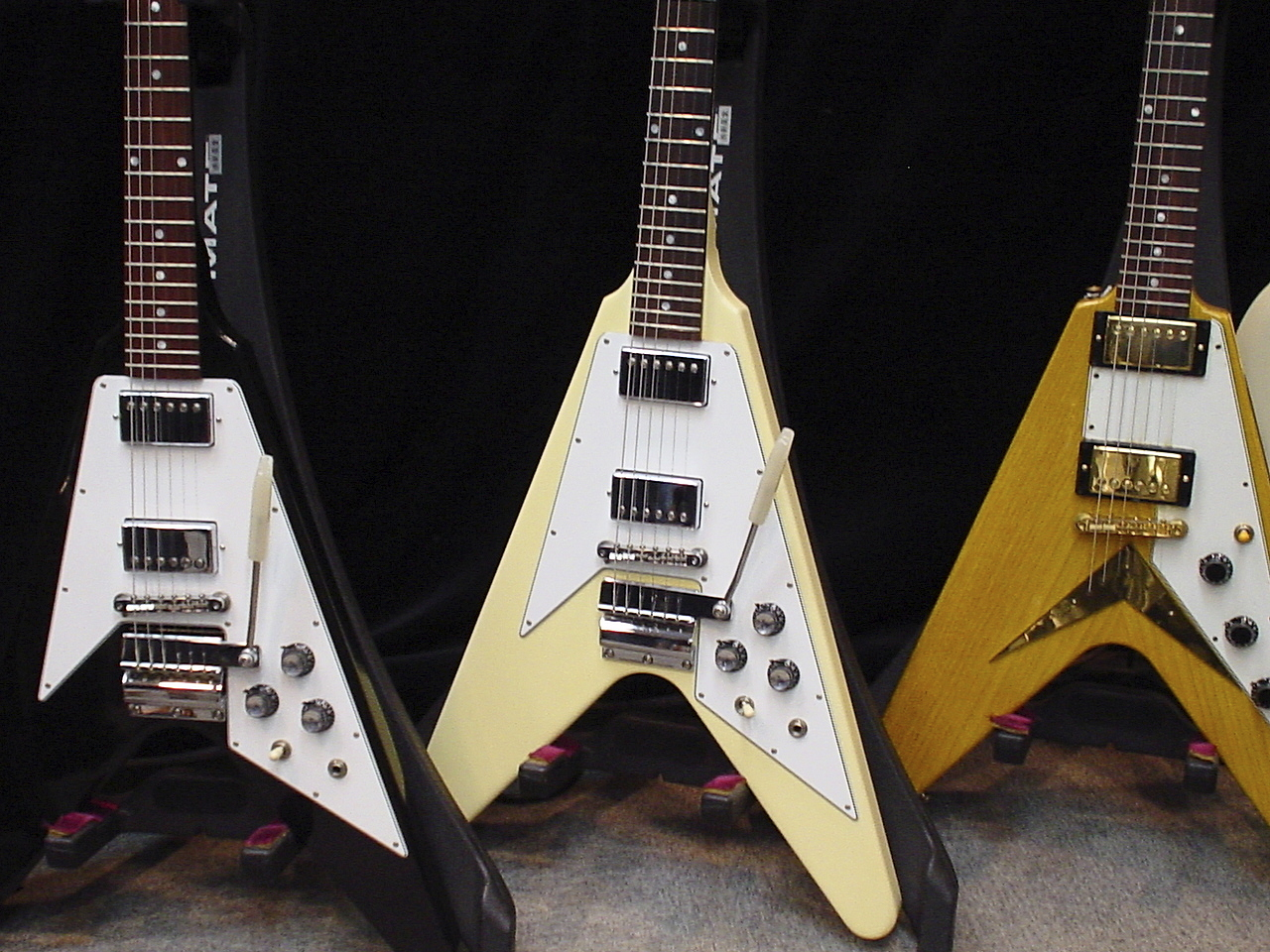
깁슨 플라잉 V.

깁슨의 사장 테드 맥카티는 1950년대 중반에 새롭게 디자인되고 매우 성공적인 기타 모델이었던 펜더 스트래토캐스터와 경쟁하기 위해 현대적 기타 제품군을 추진했다. 그들은 1957년에 마호가니 버전을 포함하여 기타의 프로토타입을 제작했다. 마호가니 버전은 매우 무거웠기 때문에 그들은 결국 회사가 "코리나" ( 깁슨이 발명한 용어)라고 마케팅한 림바 나무를 사용했다. 이 나무는 마호가니와 비슷하지만 색깔이 옅고 무게가 마호가니보다 가벼웠다. 플라잉 V는 그와 함께 개발된 두 자매 모델이 있었고 그 해 NAMM 쇼에서 공개되었다. 퓨투라, 모더네. NAMM 쇼의 피드백에 따르면, 현재는 익스플로러로 상표가 변경된 Flying V와 퓨투라만이 생산에 들어갔고, 모더네의 초기 프로토타입은 수십 년 후에 생산 모델이 생산되었지만 다시는 볼 수 없었다. 이 디자인들은 깁슨의 이미지에 미래지향적인 면을 더하기 위한 것이었지만 잘 팔리지는 않았다. 1958년 최초 출시 이후, 이 기종은 1959년에 단종되었다. 제조 기록은 사라졌지만, 1958-1959년에 출시된 최초의 Flying V 기타는 50대 이하로 추정되는 훨씬 더 적은 수의 익스플로러 모델과 함께 제조된 것으로 믿어지고 있다. 일부 악기는 남은 부품으로 조립되어 1963년에 금도금 하드웨어가 아닌 니켈로 출시되었다. 초기 출시의 희귀성과 재발행 모델의 이후 인기로 인해 1958-59년형 코리나 플라잉 V는 Vintage Guitar 잡지가 발행한 2011 톱 25에서 5위에 올랐고, 가격은 미화 20만 달러에서 25만 달러 사이이다.
선구적인 블루스 록 기타리스트 로니 맥과 유명한 블루스 기타리스트 앨버트 킹은 거의 즉시 기타를 사용하기 시작했다. 맥은 그의 긴 경력 동안 1958 Flying V를 거의 독점적으로 사용했다. 첫 해의 생산에서 7번째였기 때문에, 그는 그것을 "넘버 7"이라고 이름 지었다. 킹은 그의 1958년식 악기를 70년대 중반까지 사용했고, 후에 그것을 다양한 맞춤 제작 플라잉 V로 대체했다. 그 후 1960년대 중반 데이브 데이비스와 같은 기타리스트들도 강력한 사운드를 가진 독특해 보이는 기타를 찾기 위해 Flying V를 사용하기 시작했다. 새로운 관심은 깁슨에게 그 모델을 재발행하라는 요구를 불러일으켰다.
깁슨은 1967년 마호가니에서 기타를 재발매해 디자인을 더 큰 픽가드로 업데이트했고, 뒤에 현을 삽입한 원래의 브릿지를 짧은 비브롤라 마에스트로 트레몰로로 교체했다. 이 1967년 모델은 이전 설계가 주기적으로 재발행되지만 현재 Flying V의 표준이다. 다른 깁슨 기타와 마찬가지로 Flying V의 헤드스톡은 너트에 대한 끈 압력을 증가시켜 지속력을 증가시키기 위해 17도로 각이 져 있다. V의 디자인은 전체 기타의 무게 중심 근처에 픽업을 배치하여 지속력을 더욱 향상시킨다. 지미 헨드릭스는 67년식, 68년식, 그리고 마침내 지미가 주문한 69년식 커스텀 플라잉 V를 소유하고 있었다. 2020년에 깁슨은 지미의 '69 커스텀 플라잉 V'의 오른손잡이 레크리에이션 125장과 왼손잡이 25장을 제작했다. 밴드 티렉스의 마크 볼란은 희귀한 월넛 플라잉 V를 소유하고 있었는데, 67년부터 71년 사이에 35대만이 생산되었다. 볼란의 V는 지미 헨드릭스가 소유한 것과 같은 Flying V의 일부였다. ZZ 탑의 빌리 기븐스는 앨범 Fandango에서 초기 Korina V를 연주했다. Flying V는 공격적인 외모로 인해 후에 인기 있는 헤비메탈 기타가 되었고 기타리스트 폴 스탠리, 루돌프 쉥커, 앤디 파월, 마이클 쉥커, K. K. 다우닝, 제임스 헷필드, 커크 해밋, 데이브 머스테인 등이 사용하고 있다.
깁슨과 에피폰 둘 다 현재 오리지널 코리나 모델처럼 보이도록 설계된 1958 스타일의 플라잉 V를 생산하고 있다.
깁슨 라인업에서 주요 품목이지만, 기타는 깁슨 익스플로러와 함께 2010년대에 다시 단종되었다. 2015년에는 깁슨 커스텀 샵에서 고성능의 한정판 V를 일본 시장의 "데모"로 제작하였다. 이 일본 시장 V는 70년대 중반 V와 비슷하게 디자인되었고 목 볼륨과 작은 헤드스탁이 달려 있다. 그들은 그라나딜로 프리트보드, 위로 올라간 옆목, 그리고 6파운드짜리 날씬한 바디를 탑재했다. 2016년 깁슨은 2015년 일본 시장 프로 HP 데모에서 일부 기능을 도입했고 약간 작은 바디를 가진 Flying V Pro(익스플로러 프로와 유사)를 제작했지만 (T) 기존 버전에는 도트 인레이가 적용되었으며 (HP) 고성능 V는 넥과 바디에 크림 바인딩이 적용되었으며 직사각형 펄로이드 인레이도 제작되었다. 하지만 2017년 모델이 출시된 이후 깁슨은 이름을 Flying V 2016으로 바꿨다. 2017년 기준으로, 깁슨 USA는 Flying V를 제조하고 있으며 연식(예: 2017년, 2018년 등)을 이름에 포함시킴으로써 연식을 차별화하고 있다.

## 깁슨 플라잉 V2
1978년, 팀 쇼가 깁슨에 도착했을 때, 그의 첫 임무 중 하나는 새로 디자인된 E2 익스플로러 기타의 자매 기타를 디자인하는 것을 돕는 것이었다. 이 자매 기타는 새로운 깁슨 V2가 될 것이었다. 이전 플라잉 V의 일반적인 모양은 깁슨에 의해 유지되었지만, 새로운 V2는 월넛과 메이플 우드로 조각된 새로운 5층 바디를 자랑했다. 처음에, 이 기타들은 레이어드 효과를 강조하기 위해 자연스럽게 마감되었고, 맨 위층과 맨 아래 층은 메이플이나 월넛이었다. 이 레이어는 깁슨에서 "샌드위치"로 알려졌고 조각된 몸체는 레이어링에 3D 효과를 주었다. 손잡이는 픽가드에서 옮겨졌고 진주 깁슨 로고는 금색 깁슨 튜너와 함께 검은색 헤드스톡에 새겨졌다. "서스테인 시스터즈"라고 알려진 두 개의 단단한 황동 5/8 스터드가 "튠오매틱" 브릿지와 함께 황동 너트, 황동 "V" 모양의 테일피스를 고정하기 위해 몸에 장착되었다. 깁슨은 이것이 새로운 V2를 위해 그들이 원하는 서스테인과 탁월함을 제공할 것이라고 느꼈다.
1979년부터 1981년까지의 모델들은 낮은 소음을 가진 싱글 코일처럼 들리도록 설계된 "부메랑" 험버커 픽업을 사용했다. 1982년부터, 픽업은 익스플로러, ES-347, ES-335S, 플라잉 V를 포함한 1980년대 초반의 몇몇 모델에서만 사용 가능했던 "더러운 손가락" 픽업으로 바뀌었다. 1979년 케이스가 장착된 V2는 깁슨의 세 번째로 비싼 기타인 1,199달러에 소매되었다. V2 157대만이 1979년에 출시되었다. 비싼 가격 외에도, 일부 연주자들은 전통적인 소리가 아닌 험버커 픽업과 기타의 무게에 대해 불평했다. V2가 출시된 첫 2년 동안은 판매가 부진했고 깁슨은 연주자들로부터 이러한 기타에 대한 수요를 증가시킬 방법을 찾기 위해 안간힘을 쓰고 있었다. 1980년대 초까지 메이플 탑 버전이 월넛 탑 기타만큼 잘 팔리지 않았다는 것이 명백해졌다. 메이플 탑 재고를 옮기기 위해 깁슨은 천연 마감재의 초기 제공을 보완하기 위해 다양한 컬러 마감재를 제공하기 시작했다. 맞춤 색상으로는 펄 화이트, 블루 스파클 메탈릭, 캔디 애플 레드, 썬버스트, 골드버스트, 실버버스트, 블랙, 블랙 스파클이 포함되었다. 이러한 마감의 대부분은 1980년 9월과 1981년 4월 사이에 메이플 탑 재고에 적용되었다.
V2는 판매 기대량에 미치지 못했다. 1982년에는 기타 제작 비용을 줄이고 남은 재고 물량을 소진하기 위해 몇 가지 하드웨어 변경이 이루어졌다. 가장 중요한 변화는 "부메랑" 픽업과 픽가드를 많은 E2 탐색기에서 볼 수 있는 더티 핑거스 픽업으로 교체한 것입니다. 부메랑 픽업은 생산하는데 더 비쌌고 기타 본체에 더 많은 비용이 들었고 프렛보드에 "V" 그루브가 필요했다. 또한, 일반적인 험버커 회로는 선수들이 쉽게 픽업을 교환할 수 있게 해주었다. 깁슨은 두 번째 변형 V2 "더티 핑거" 험버커 버전의 라미네이트 본체(일반적으로 메이플 탑)를 캔디 애플 레드나 화이트 마감으로 덮었다.

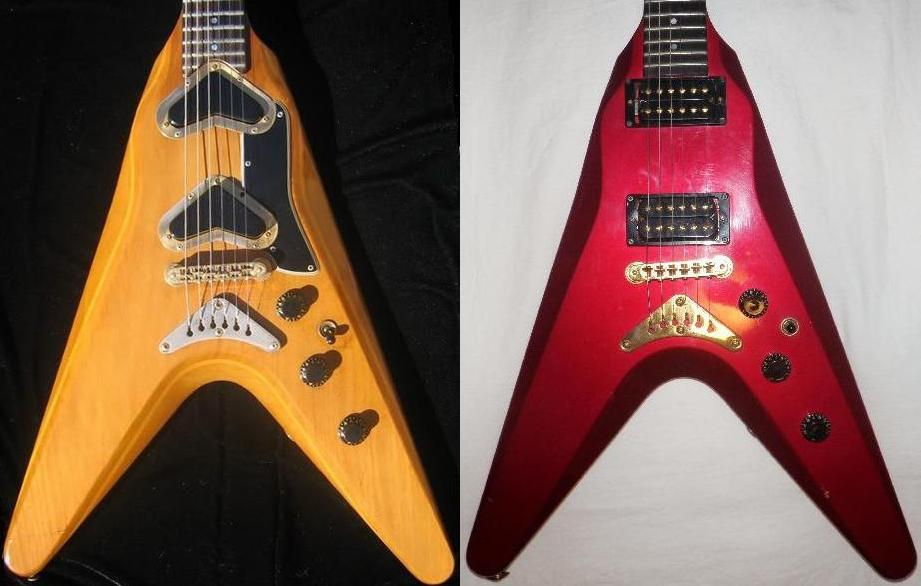
깁슨 플라잉 V2 모델.

마지막 비용절감 조치는 상감된 펄 깁슨 헤드스톡 로고를 금색 스티커로 없앴다. 남아 있는 재고의 대부분이 소진되자 깁슨은 1982년에 공식적으로 V2 모델을 중단했다. 익스플로러 버전 E2는 1년 더 오래 지속되었지만, 그것 역시 1983년에 단종되었다.

## 리버스 플라잉 V
깁슨 리버스 플라잉 V는 2007년 깁슨의 '이번 주의 기타 프로모션'의 일환으로 처음 출시되었다. 이 기타는 "이번 주의 기타" (29주)로 발매되었으며, 400대 한정 판매되었다. "역방향" 스타일을 달성하기 위해 기타 본체는 원래의 플라잉 V에 비해 180도 회전한다. 이 제품은 단일 색상, 금도금 하드웨어로 선명한 트랜스 앰버 마감, 스트링 스루 테일피스가 특징이다. 이 기타는 단단한 마호가니 바디와 넥, 로즈우드 프렛보드, 손으로 감은 57년 클래식 픽업 한 쌍, 그리고 싱글 볼륨 노브이다. 헤드스톡은 1958년 1월 7일자 깁슨 퓨추라/익스플로러 특허에서 차용되었다.

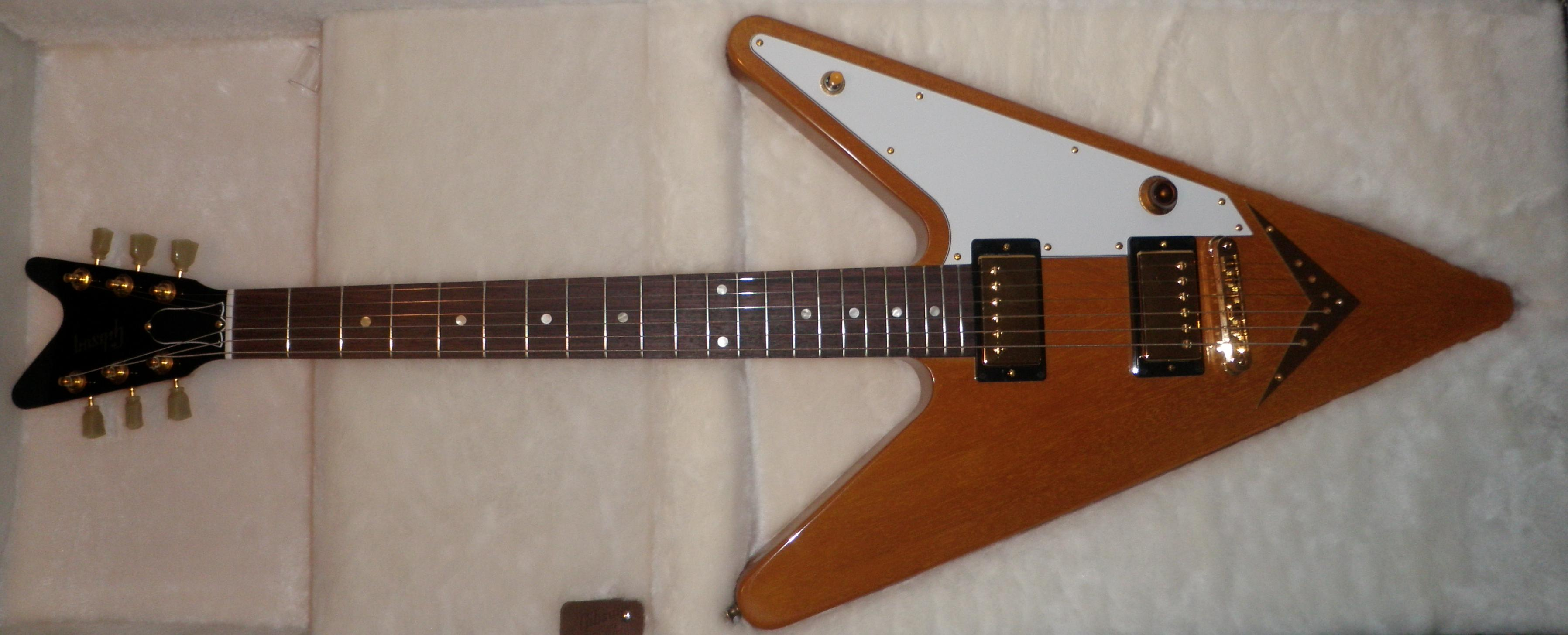
리버스 플라잉 V

몇 달 후, 리버스 플라잉  V의 첫 번째 발매의 성공으로 깁슨은 오리지널 플라잉 V의 50주년을 기념하기 위해 리버스 플라잉 V를 한정판 기타로 재출시하기로 결정했다. 2008년 출시된 기타는 내추럴, 클래식 화이트, 에보니 블랙 등 3가지 색상으로 한정 판매되었다. 각 300개의 색상이 제작되었으며, 내추럴은 첫 번째 릴리스의 트랜스 앰버와 외관이 매우 유사했다. 사양은 몇 가지 주목할 만한 차이점이 있는 2007년과 2008년 릴리스 사이에 실질적으로 동일하다. 두 번째 출시작(2008)는 이제 첫 번째 출시작(2007)의 플라스틱 트러스 커버와 로즈우드 프렛보드를 대체한 골드 컬러 메탈 트러스 커버와 에보니 프렛보드를 가지고 있다. 첫 번째 출시일은 일반적으로 2007년 7월 말이나 8월 초 정도에 해당된다. 두 번째 출시는 보통 12월이나 1월 등 3~4개월 후였다.

## V베이스
1981년 깁슨은 플라잉 V의 4현 베이스 버전을 제작했다. 375개만이 생산되었는데, 대부분은 검은색이지만 일부는 흰색, 은색, 투명한 파란색으로 만들어졌다. 에피폰은 또한 V자 모양의 베이스도 만들었다. 2011년 말에 깁슨은 플라잉 V 베이스를 깁슨 이름으로 재발매했다.

## 플라잉 V를 사용하는 유명 기타리스트
|  |  |  |  |  |
|  |  |  |  |  |

## 같이 보기
- 전기 기타
- 깁슨
- 펜더